# Dorfkirche Damme (Grünow)

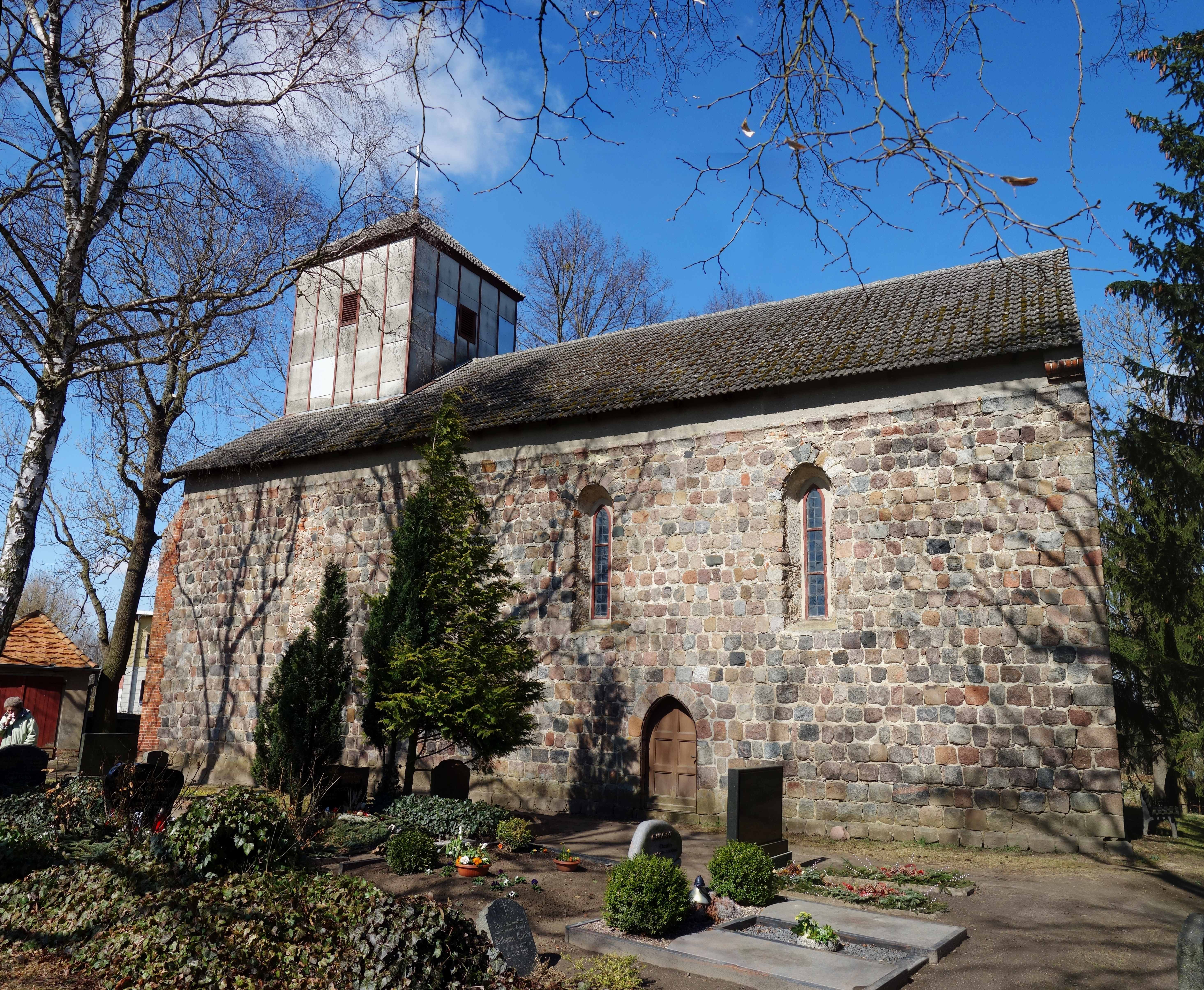
Dorfkirche Damme

Die evangelische, denkmalgeschützte Dorfkirche Damme steht in Damme, einem Gemeindeteil der Gemeinde Grünow im Landkreis Uckermark von Brandenburg. Die Kirche gehört zum Kirchenkreis Uckermark der Evangelischen Kirche Berlin-Brandenburg-schlesische Oberlausitz.

## Beschreibung
Die Saalkirche wurde in der zweiten Hälfte des 13. Jahrhunderts gebaut. Sie besteht aus einem Langhaus aus Feldsteinen, aus dessen Satteldach sich im Westen seit 1825 ein hölzerner Dachturm erhebt, der den ursprünglichen Kirchturm in Breite des Langhauses ersetzte. Er beherbergt hinter den Klangarkaden den Glockenstuhl. Zeitgleich wurden an die westlichen Ecken des Langhauses Strebepfeiler aus Backsteinen angebaut. Das Portal befindet sich im Westen, das im Norden wurde vermauert. Wegen Baufälligkeit erhielt der Dachturm um 1969 als Helm ein Pyramidendach. Der Innenraum ist mit einer Flachdecke überspannt, die alte Kirchenausstattung in ihm blieb nicht erhalten. Die Orgel mit sieben Registern, einem Manual und einem Pedal wurde 1890 von W. Remler & Sohn gebaut.